# Дмитриев, Григорий Константинович
Григорий Константинович Дмитриев (13 февраля 1902 года, село Чаган, ныне Камызякский район, Астраханская область — 27 сентября 1943 года, умер на Степном фронте) — советский военный деятель, Полковник (1942 год).

## Начальная биография
Григорий Константинович Дмитриев родился 13 февраля 1902 года в селе Чаган ныне Камызякского района Астраханской области

## Военная служба

### Гражданская война
В октябре 1918 года был призван в ряды РККА, после чего был направлен на службу красноармейцем в 40-ю стрелковую дивизию, в апреле 1919 года был переведен в 20-ю, а в апреле 1921 года — в 9-ю стрелковую дивизию. Принимал участие в подавлении восстаний в Закавказье.

### Межвоенное время
В феврале 1922 года Дмитриев был направлен на учёбу на 8-е Астраханские курсы комсостава, после окончания которых в январе 1923 года был направлен на учёбу в 7-ю Казанскую пехотную школу, после расформирования которой был переведён во Владикавказскую пехотную школу, после окончания которой в августе 1925 года был направлен в Белорусский военный округ, где был назначен на должность командира взвода в 98-м стрелковом полку, затем в 8-й стрелковой роте местных войск, а в июле 1928 года — в 85-м стрелковом полку.
В сентябре 1929 года был направлен на учёбу на Ленинградские военно-политические курсы имени Ф. Энгельса, после окончания которых и возвращения
в 85-й стрелковый полк в июне 1930 года исполнял должности помощника командира роты по политической части, начальника хозяйственного довольствия полка, командира роты и батальона.
В январе 1935 года Дмитриев был назначен на должность начальника полковой школы 24-го стрелкового полка, а в августе 1937 года — на должность командира 127-го стрелкового полка. В октябре того же года был направлен на учёбу в Военную академию имени М. В. Фрунзе, после окончания которой в сентябре 1939 года был назначен на должность начальника 2-го отделения штаба 24-го стрелкового корпуса, после чего принимал участие в ходе похода в Западную Белоруссию.
С января 1940 года исполнял должность командира 159-го стрелкового полка, а в декабре того же года был назначен на должность начальника разведывательного отдела штаба 28-го стрелкового корпуса.

### Великая Отечественная война
С началом войны Дмитриев находился на прежней должности. 28-й стрелковый корпус принимал участие в ходе тяжёлых оборонительных боевых действий на брестском направлении, в ходе которых был дважды ранен.
С октября 1941 года временно исполнял должность начальника штаба 84-й отдельной стрелковой бригады (Приволжский военный округ), а с декабря того же года состоял в распоряжении Военного совета 1-й ударной армии. В январе 1942 года был назначен на должность начальника штаба 238-й стрелковой дивизии (49-я армия), в мае — на должность офицера Генерального штаба Красной Армии при штабе Западного фронта, в сентябре — на должность старшего помощника начальника ближневосточного направления Оперативного управления Генерального штаба, а в июле 1943 года — на должность начальника штаба 74-го стрелкового корпуса, формировавшегося в городе Химки (Московский военный округ). С 14 июля по 20 сентября временно командовал корпусом. В середине августа корпус был передан в состав Степного фронта, после чего с 18 августа по 17 сентября находился в резерве фронта, а затем был передан в состав 53-й армии, после чего принимал участие в ходе битвы за Днепр.
Полковник Григорий Константинович Дмитриев умер 27 сентября 1943 года.

## Награды
- Орден Красной Звезды;
- Юбилейная медаль «XX лет Рабоче-Крестьянской Красной Армии».